# Yank Crime
Albums de Drive Like Jehu
Drive Like Jehu
(1991)
Yank Crime est un album de Drive Like Jehu, sorti en 1994.

## L'album
Il fait partie des 1001 albums qu'il faut avoir écoutés dans sa vie.

### Titres
Tous les titres sont crédités au nom du groupe.
| 1.    | Here Come the Rome Plows | 5:44 |
| 2.    | Do You Compute           | 7:12 |
| 3.    | Golden Brown             | 3:14 |
| 4.    | Luau                     | 9:27 |
| 5.    | Super Unison             | 7:24 |
| 6.    | New Intro                | 3:32 |
| 7.    | New Math                 | 4:06 |
| 8.    | Human Interest           | 3:24 |
| 9.    | Sinews                   | 9:12 |
| 53:15 |                          |      |

### Musiciens
- Rick Froberg : guitare, voix
- John Reis : guitare, voix
- Mike Kennedy : basse
- Mark Trombino : batterie
- Rob Crow: voix sur Luau